# Sveučilište York
Sveučilište York (York University) je najstarije sveučilište u Torontu, Ontario, Kanada.

## Vanjske poveznice
- Službena stranica